# Fuck Me Jesus
Fuck Me Jesus – album demo wydany przez grupę blackmetalową Marduk. Z początku była to tylko demo, lecz w roku 1995 pod nakładem Osmose Productions została wyprodukowana wersja CD.

## Lista utworów
Opracowano na podstawie materiału źródłowego.
1. „Fuck Me Jesus” – 0:38
2. „Departure from the Mortals” – 3:19
3. „The Black...” – 4:05
4. „Within the Abyss” – 3:39
5. „Shut up and Suffer” – 0:59

## Twórcy
Opracowano na podstawie materiału źródłowego.
- Morgan Håkansson – gitara elektryczna
- Andreas Axelsson – wokal
- Rikard Kalm – gitara basowa
- Joakim Göthberg – wokal, perkusja

## Wydania
| Rok  | Nr katalogowy | Format                                | Wydawca            | Region  | Źródło |
| ---- | ------------- | ------------------------------------- | ------------------ | ------- | ------ |
| 1991 | brak          | Cass                                  | wydanie własne     | Szwecja | [ 2 ]  |
| 1994 | OPCD 030      | CD, EP                                | Osmose Productions | Francja | [ 2 ]  |
| 1995 | OPEP 06       | 7", EP, Ltd                           | Osmose Productions | Francja | [ 2 ]  |
| 1995 | OPCD 030      | CD, EP                                | Osmose Productions | Francja | [ 2 ]  |
| 1995 | OPCD 030      | CD, EP, Promo                         | Osmose Productions | Francja | [ 2 ]  |
| 1999 | OPPIC 030     | 12", EP, Pic, RE                      | Osmose Productions | Francja | [ 2 ]  |
| 1999 | OPCD 030      | CD, EP, RE                            | Osmose Productions | Francja | [ 2 ]  |
| 1999 | OPCD 030      | CD, EP, RE                            | Osmose Productions | Francja | [ 2 ]  |
| 2006 | OPLP 030      | 10", EP, RE, Ltd                      | Osmose Productions | Francja | [ 2 ]  |
| 2014 | OPLP030       | 12", MiniAlbum, RE, Ltd, S/Sided, Tra | Osmose Productions | Francja | [ 2 ]  |
| 2014 | OPLP030       | 12", MiniAlbum, RE, Ltd, S/Sided, Whi | Osmose Productions | Francja | [ 2 ]  |
| 2014 | OPLP030       | 12", S/Sided, MiniAlbum, Ltd, RE      | Osmose Productions | Francja | [ 2 ]  |
| 2014 | OPCD030       | CD, RE, EP                            | Osmose Productions | Francja | [ 2 ]  |
| 2014 | NEVER017      | Cass, EP, RE, Ltd, Bla                | Never Dead         | Francja | [ 2 ]  |
| 2014 | NEVER017      | Cass, EP, RE, Ltd, Met                | Never Dead         | Francja | [ 2 ]  |